# 云母弧菌属
云母弧菌属为蛭弧菌科的一个属。该属的模式种为赞美云母弧菌（Micavibrio admirandus）。

## 下属物种
- 赞美云母弧菌 Micavibrio admirandus Lambina et al. 1989